# Brut (vinho)
A denominação brut é uma classificação de bebidas fermentadas aplicada às bebidas que possuem menos de 15 gramas de açúcar por litro.
Entre os tipos de vinhos ou bebidas fermentadas em geral são classificados como brut, estão:
- Brut-nature: é aquele sem adição de açúcar, com pouco açúcar ou zero. Esta categoria de vinhos é definida, na França, por uma lei de 1996.
- Extra-brut: de 0 a 6 g/L. A Maison Laurent-Perrier foi a primeira a colocar no mercado um champagne extra-brut em 1981.
- Brut: até 15 g/L. Em 1876 os franceses elaboraram o champagne brut para satisfazer os britânicos amantes de vinhos secos, o que não era o caso dos franceses na época.